# Union City (Tennessee)
Union City è una città degli Stati Uniti d'America, situata nello Stato del Tennessee, nella Contea di Obion, della quale è il capoluogo.